# وحدة العالم المسيحي
اتحاد العالم المسيحي نسخة كاثوليكية تقليدية من الحركة المسكونية. وجهة النظر هو التوحد مع كل كنيسة مسيحية للعودة انشقت عن الكنيسة الأم. وبما أن أكبر طائفة مسيحية، والأكثر انتشارًا وأقدمها، هي الكنيسة الكاثوليكية والتي ترى نفسها على أنها الجذع الرئيسي للجميع الكنائس المسيحية المختلفة.